# Life Is Beautiful (Thirty Seconds to Mars)
Life Is Beautiful è un singolo del gruppo musicale statunitense Thirty Seconds to Mars, pubblicato il 16 giugno 2023 come secondo estratto dall'album in studio It's the End of the World but It's a Beautiful Day.

## Tracce
1. Life Is Beautiful — 3:20